# Hednota
Hednota is een geslacht van vlinders van de familie grasmotten (Crambidae), uit de onderfamilie Crambinae.

## Soorten
- H. acontophora (Meyrick, 1882)
- H. ancylosticha Koch, 1966
- H. argyroeles (Meyrick, 1882)
- H. atacta (Turner, 1941)
- H. aurantiacus (Meyrick, 1878)
- H. bathrotricha (Lower, 1902)
- H. bifractellus (Walker, 1863)
- H. bivittella (Donovan, 1805)
- H. cotylophora (Turner, 1941)
- H. crypsichroa Lower, 1893
- H. cyclosema (Lower, 1896)
- H. demissalis (Walker, 1863)
- H. diacentra (Meyrick, 1897)
- H. dichospila (Turner, 1937)
- H. empheres Koch, 1966
- H. enchias (Meyrick, 1897)
- H. eremenopa (Lower, 1903)
- H. grammellus (Zeller, 1863)
- H. hagnodes (Turner, 1941)
- H. haplotypa (Turner, 1904)
- H. hoplitellus (Meyrick, 1879)
- H. icelomorpha (Turner, 1906)
- H. impletellus (Walker, 1863)
- H. invalidellus (Meyrick, 1879)
- H. koojanensis Koch, 1966
- H. longipalpella (Meyrick, 1879)
- H. macrogona (Lower, 1902)
- H. macroura (Lower, 1902)
- H. megalarcha (Meyrick, 1885)
- H. mesochra (Lower, 1896)
- H. milvellus (Meyrick, 1879)
- H. ocypetes Meyrick, 1936
- H. odontoides Koch, 1966

- H. opulentellus (Zeller, 1863)
- H. orthotypa (Turner, 1904)
- H. panselenella (Meyrick, 1882)
- H. panteucha (Meyrick, 1885)
- H. pedionoma (Meyrick, 1885)
- H. peripeuces (Turner, 1941)
- H. perlatalis (Walker, 1863)
- H. pleniferellus (Walker, 1863)
- H. polyargyra (Turner, 1913)
- H. recurvellus (Walker, 1863)
- H. relatalis (Walker, 1863)
- H. stenipteralis (Lower, 1903)
- H. subfumalis Hampson, 1896
- H. tenuilineata Koch, 1966
- H. thologramma Meyrick, 1936
- H. toxotis Meyrick, 1887
- H. trissomochla (Turner, 1911)
- H. urithrepta (Turner, 1925)
- H. vetustellus Walker, 1863
- H. xiphosema (Turner, 1904)
- H. xylophaea Meyrick, 1887